# Gräsören, Kristinestad
Gräsören är en del av en halvö i Finland.   Den ligger i landskapet Österbotten, i den sydvästra delen av landet, 300 km nordväst om huvudstaden Helsingfors.